# Droogbak 13
Droogbak 13 te Amsterdam is een gebouw aan het Droogbak in Amsterdam-Centrum. Het is sinds 11 december 2001 een rijksmonument.

## Algemeen
Droogbak is al eeuwenlang een kade van het IJ en straat in gedempt gebied. De originele bebouwing is allemaal verdwenen, ten prooi gevallen aan nieuwere bouw. De huisnummering liep doorlopend van 1 tot en met 17, maar kent inmiddels een aantal gaten. Bij diverse herbouw werden soms twee panden gesloopt om er één voor in de plaats te zetten. Alle gebouwen op nummer 11 na zijn gemeentelijk of rijksmonument. De rijksmonumenten worden steevast aangeduid met “pand met” gevolgd door het te behouden karakteristiek, een uitzondering daarop in Droogbak 13.

## Geschiedenis
Hier stond 1860 een soort grachtenpand onder een mansardedak, woonetages met daaronder een souterrain en erboven een opslagruimte, vermoedelijk uit de tijd dat het aan de haven stond. Het werd gesloopt. Droogbak 13 werd in 1883 gebouwd als woonpand voor twee gezinnen. Opdrachtgever waren regenten van de R.C. Oude Armenkantoor. Zij schakelden architect Adrianus Bleijs in. Hij ontwierp een gebouw in een neo-Hollandse-renaissance stijl. Burgemeester Gijsbert van Tienhoven gaf op 22 mei 1883 zijn goedkeuring, mits het gebouw werd aangesloten op het rioolsysteem van de stad. In mei 1883 vond ook de aanbesteding plaats met de omschrijving verbouwing perceel no 13 (de bouwtekeningen vermelden bouw) aan de Droogbak hoek Buiten Visschersstraat, waarop negen aannemers reageerden met een bouwprijs tussen 20.900 en 42.119 gulden.
Het gebouw werd opgetrokken op een trapeziumachtige plattegrond op de hoek van Droogbak en Buiten Vissersstraat. Bij de bouw in 1883 ging niet alleen Droogbak 13 tegen de vlakte, maar ook Buiten Vissersstraat 2. De plint werd daarbij van natuursteen met uitsparingen voor de ramen naar het souterrain en de toegangsdeur. Op dat basement volgen nog vier bouwlagen met daarop nog een zolder. De begane grond (beletage) kent gevelopeningen met een boogconstructie (raampartijen en toegang). De andere drie kennen rechthoekige raampartijen. De hoek van het gebouw werd daarbij rond gehouden. Die hoek wordt geaccentueerd in vorm van een erker- en balkonconstructie welke gedragen wordt door consoles versierd door eenvoudig beeldhouwwerk. Die erker- en balkonconstructie begint op de tweede verdieping met een relatief groot balkon, vervolgens een klein balkon bij de derde verdieping om af te sluiten met alleen een erker. De ronde vorm van de hoek loopt door in erker en balkon. Balkon en erker leiden naar een eveneens ronde toren afgesloten door lijst met tandfries leidend tot een leistenen puntdakje uitlopend naar een windvaan. Het gebouw is opgetrokken uit rood baksteen met versieringen in natuursteen. Er zijn natuurstenen sluitstenen, hoekstenen, lijsten, balusters. Opvallend daarbij is de brede lijst met zinken afdekking tussen de tweede en derde verdieping. De daklijst wordt gedragen door middel van gebeeldhouwde koppen en wordt ook bedekt met een zinkconstructie. Boven die daklijst bevinden zich aan weerszijden van de toren drie oeils de boeuf (één aan de korte, twee aan de lange zijde). Aan de lange zijde treft men daartussen daar ook een dakkapel met klauwhamer aan. Naast het raam in deze dakkapel is de hijsbalk in sierlijk metaalwerk geplaatst. De stijl van die hijsbalk is overeenkomstig de balustrades van de balkons en de valbeveiliging bij de ramen op de twee verdieping. Aan de lange zijde is ter hoogte van de middelste glaspartij een risaliet te vinden. In dat risaliet bevindt zich op de derde etage tussen de ramen een pilaar met kapiteel.
Ongeveer gelijkertijd werd aan de overzijde gebouwd aan het veel grotere Gebouw Droogbak. Het gebouw werd in 1897 getroffen door een felle brand; er was toen een magazijn van kramerijen en lucifers. Het was landelijk nieuws Het gebouw heeft doorheen haar bestaan diverse bestemmingen gekend. In de jaren twintig was er een hotel gevestigd met woning; vervolgens werd het weer woning, in 1976 was de benedenverdieping een bedrijfsmatige eenheid met daarboven drie appartementen. Een afbeelding van Droogbak 13 werd in 1984 tentoongesteld tijdens een expositie samengesteld uit de “gebouwenverzameling” van Abel Anton Kok over architectuur in Amsterdam; de bouwtekening diende daarbij als reclame in De Waarheid.
In de periode 1955 tot 1995 stond het gebouw aan de Buiten Vissersstraat als gevolg van de sloop van huisnummer 11 en 12 tegenover een lege ruimte. Op dat terrein werd in 1995 Droogbak 11 gebouwd; in 2022 het enige gebouw dat in 2022 geen monument is.
Het gebouw werd in 2004 in het monumentenregister opgenomen vanwege architectuur-, cultuur- en sociaalhistorische waarde. Desalniettemin werd er in de daaropvolgende jaren steeds verbouwd met in 2006 de belangrijkste; asbest moest uit het gebouw verwijderd worden.

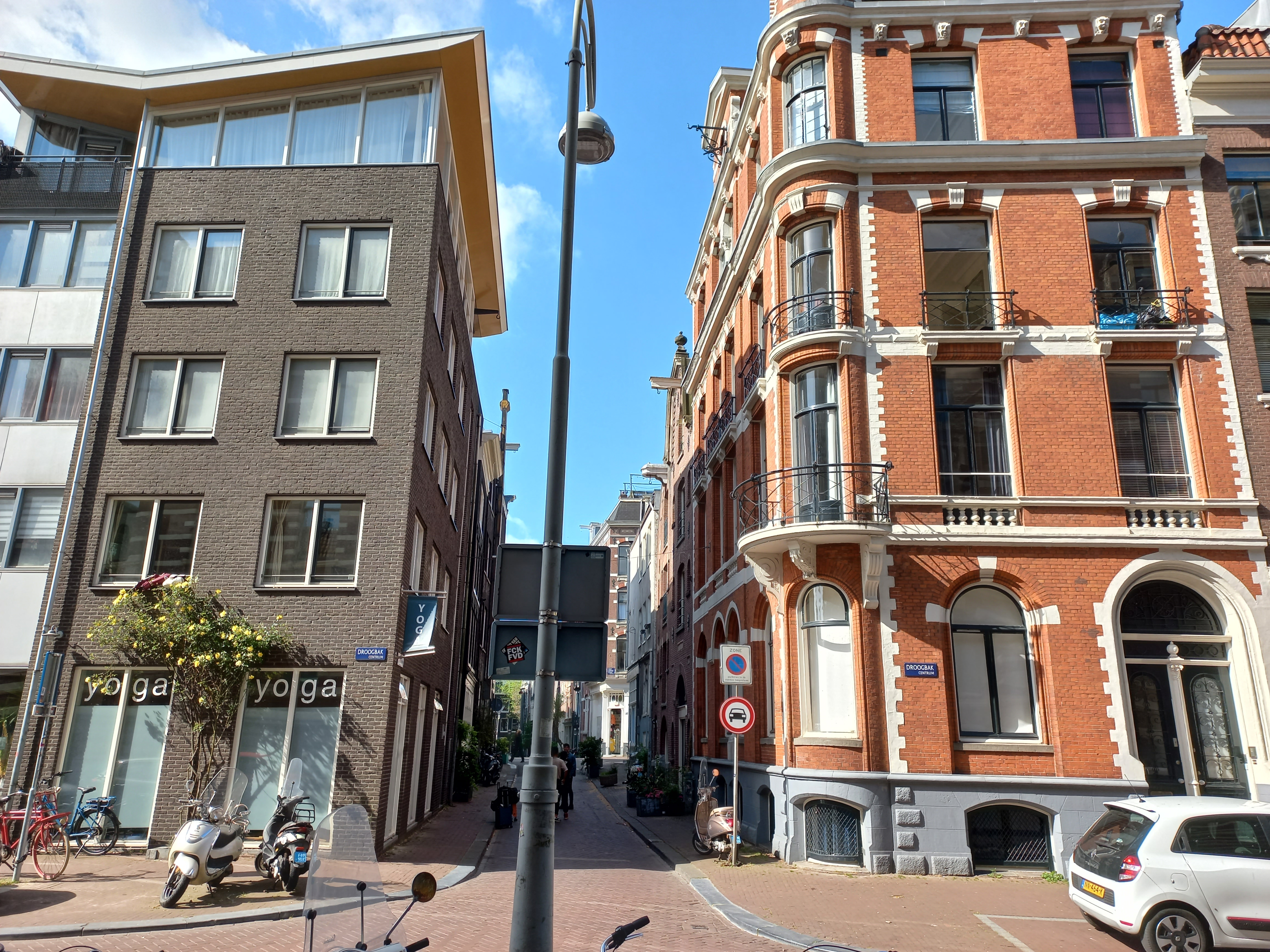
Groot contrast, links huisnummer 11, rechts 13 (mei 2022)